# Cyrestis horatius
Cyrestis horatius är en fjärilsart som beskrevs av Wood-mason och De Nicéville 1881. Cyrestis horatius ingår i släktet Cyrestis och familjen praktfjärilar. Inga underarter finns listade i Catalogue of Life.